# Lobidiopteryx thomae
Lobidiopteryx thomae är en fjärilsart som beskrevs av Louis Beethoven Prout 1927. Lobidiopteryx thomae ingår i släktet Lobidiopteryx och familjen mätare. Inga underarter finns listade i Catalogue of Life.